# Федеральне відомство з інформаційної безпеки

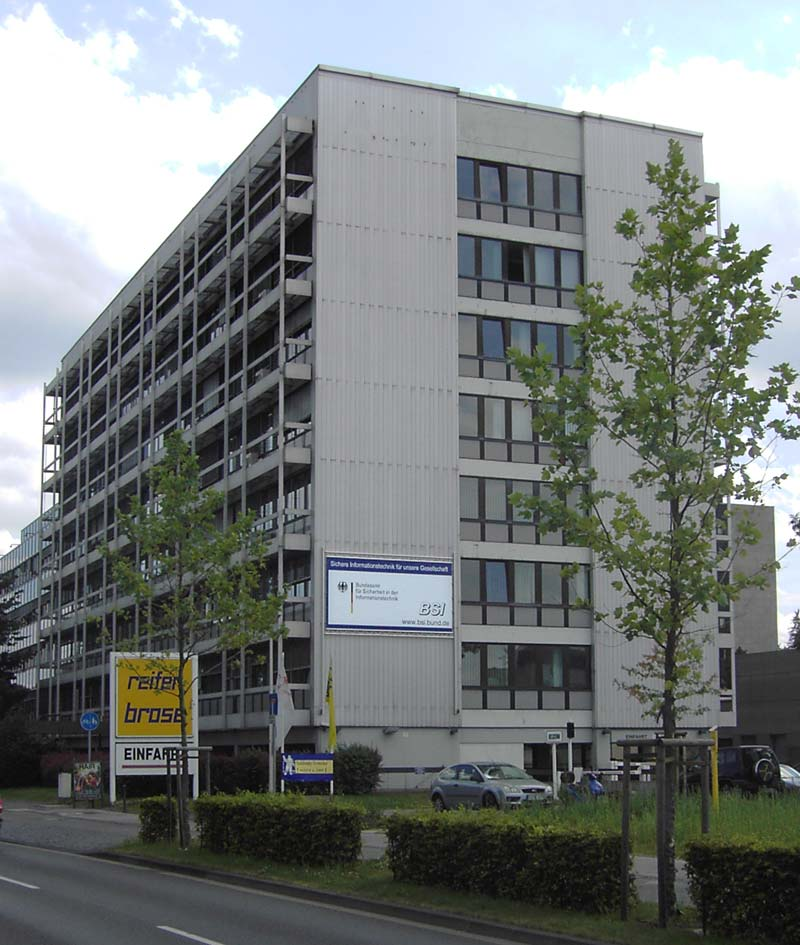
Будівля в Бонні, Німеччина

Федеральне відомство інформаційної безпеки ( German  </link> , скорочено BSI ) — німецьке федеральне агентство вищого рівня, яке відповідає за комп’ютерну та комунікаційну безпеку уряду Німеччини . Сфери його компетенції та відповідальності охоплюють безпеку комп’ютерних програм, захист критичної інфраструктури, Інтернет-безпеку, криптографію, протидію прослуховуванню, сертифікацію продуктів безпеки та акредитацію тестових лабораторій безпеки. Відомство розташоване у Бонні та станом на 2024 рік має близько 1700 співробітників. З 1 липня 2023 року його очолює колишня керівниця бізнесу Клаудія Платтнер, яка змінила на цій посаді Арне Шенбома.
Криптографічний відділ зовнішньої розвідки Німеччини ( BND ) був попередником BSI. BSI продовжує розробляти криптографічні алгоритми, такі як шифр Libelle, і також ініціював створення криптографічного набору Gpg4win .

## Схожі агентства
BSI виконує таку ж роль, як і
- Відділ комп’ютерної безпеки (CSD) Лабораторії інформаційних технологій (ITL) NIST (Сполучені Штати)
- CESG (Великобританія)
- ANSSI (Франція)
- Національний інститут кібербезпеки (INCIBE) [1] (Іспанія)

На відміну від цих організацій, BSI зосереджується на ІТ-безпеці, і не належить до структури, що займається загальними ІТ-стандартами. BSI є незалежною від служби зв’язку Німеччини, яка входить до складу військової та зовнішньої розвідки ( BND ).

## Обов'язки
Сфера обов'язків BSI визначається Федеральним відомством з інформаційної безпеки Німеччини (Закон BSI). Основною метою BSI є сприяння інформаційній та кібербезпеці з метою забезпечення безпечного використання інформаційних та комунікаційних технологій в уряді, бізнесі та суспільстві. Наприклад, BSI розробляє практичні мінімальні стандарти та рекомендації для цільових груп, пов'язані з безпекою ІТ та Інтернету.
BSI також відповідає за захист ІТ-систем федерального уряду, що включає захист від кібератак та інших технічних загроз ІТ-систем і мереж федеральної адміністрації. Щорічно BSI подає звіт про свою діяльність Комітету внутрішніх справ німецького Бундестагу.
До завдань BSI входять:
- Захист федеральних мереж, виявлення та захист від атак на урядові мережі
- Тестування, сертифікація та акредитація ІТ-продуктів і послуг
- Попередження про зловмисне програмне забезпечення або прогалини в безпеці ІТ-продуктів і послуг
- Консультації з ІТ-безпеки для федеральних органів влади та інших цільових груп
- Інформування та підвищення обізнаності громадськості та економіки щодо ІТ та безпеки в Інтернеті
- Розробка єдиних і обов'язкових стандартів ІТ-безпеки
- Розробка криптографічних систем для федеральних ІТ

BSI є центральним органом сертифікації безпеки ІТ-систем у Німеччині, що охоплює питання комп'ютерної та інформаційної безпеки, а також захисту даних. Процедури тестування та сертифікації здійснюються відповідно до стандартів IT-Grundschutzhandbuch, Зеленої книги, ITSEC та Загальних критеріїв.
BSI виступає національним органом у сфері криптографії, займаючись розробкою рекомендацій та технічних вказівок щодо криптографічних процедур, а також бере участь у розробці міжнародних криптографічних стандартів.

## Програми

### Базовий каталог захисту IT
Каталог IT Baseline Protection, або IT-Grundschutz, представляє собою набір інструкцій з корпоративної безпеки, розроблених BSI для виявлення та усунення вразливостей у сфері безпеки в ІТ-середовищах. Колекція включає вступ і каталоги, загалом складаючи понад 4800 сторінок, і слугує компаніям та державним установам основою для отримання сертифікату відповідно до IT-Grundschutz. Наявність цього сертифікату свідчить про те, що компанія вжила відповідних заходів для захисту своїх ІТ-систем від загроз інформаційній безпеці. 

### Nationales Cyber-Abwehrzentrum
Національний центр кіберзахисту
(Nationales Cyber-Abwehrzentrum), Cyber-AZ є спільною установою німецьких федеральних органів влади, створеною для захисту ІТ-інфраструктури Федеративної Республіки Німеччина та її економіки від електронних атак. Центр був відкритий 1 квітня 2011 року і знаходиться в BSI.
Центр є важливим елементом Стратегії кібербезпеки, яку прийняв уряд Німеччини у 2011 році. Його основною метою є оптимізація оперативного співробітництва та координації заходів захисту і оборони. Це здійснюється на основі комплексного підходу, що охоплює різноманітні загрози в кіберпросторі, такі як кібершпигунство, кібертероризм і кіберзлочинність. Центр прагне забезпечити швидкий обмін інформацією, оперативні оцінки ситуації та конкретні рекомендації щодо дій.

### Альянс з кібербезпеки
Альянс кібербезпеки, або Allianz für Cyber-Sicherheit,  є ініціативою Федерального відомства інформаційної безпеки Німеччини (BSI). Він був заснований у 2012 році в рамках державно-приватного партнерства з Німецькою асоціацією інформаційних технологій, телекомунікацій та нових медіа (Bitkom).  Як асоціація, що об'єднує лише членів, основні учасники у сфері кібербезпеки в Німеччині прагнуть надавати актуальну та достовірну інформацію про загрози в кіберпросторі, а також підтримувати обмін інформацією, досвідом та найкращими практиками між своїми членами. Станом на 2023 рік до Альянсу за кібербезпеку належать понад 6800 установ, включаючи 180 компаній-партнерів і 110 мультиплікаторів. Участь у Альянсі безкоштовна і відкрита для будь-якої німецької установи.

### UP KRITIS
UP KRITIS (UP означає план впровадження) — це співпраця між державним і приватним секторами, що включає операторів критичної інфраструктури (KRITIS), їх різні асоціації та відповідальні урядові установи, такі як BSI. Ця ініціатива охоплює вісім з дев'яти критичних секторів інфраструктури. Сектор «держава та управління» включає в себе UP BUND та діяльність на державному та муніципальному рівнях. Основною метою UP KRITIS є забезпечення надійного надання послуг критичної інфраструктури в Німеччині. Усі організації, які керують критично важливою інфраструктурою в Німеччині, національні професійні та галузеві асоціації з секторів KRITIS та відповідальні органи влади можуть подавати заявки на участь у UP KRITIS.

### BSI для громадян
BSI має на меті інформувати громадян про безпечне використання інформаційних технологій, мобільних пристроїв та Інтернету. Для цього агентство пропонує онлайн-контент, спеціально адаптований для потреб громадян (BSI für Bürger). Веб-сайт охоплює теми, пов'язані з ІТ- та Інтернет-безпекою, викладені зрозумілою мовою, навіть для неспеціалістів. Окрім надання інформації, BSI також пропонує конкретні та практичні рекомендації, наприклад, з питань шифрування електронної пошти, безпеки смартфонів, онлайн-банкінгу, хмарних обчислень та соціальних мереж. Приватні користувачі можуть зв'язатися з BSI через телефон або електронну пошту для отримання відповідей на свої запитання стосовно ІТ та Інтернет-безпеки. Додатково BSI пропонує безкоштовну службу попередження та інформації під назвою «Bürger-CERT», яка швидко та професійно інформує громадян та малий бізнес про вразливості, прогалини в безпеці та інші ризики, надаючи практичні рекомендації.

## Лідерство
- 1991–1992: Отто Лейберіх [5]
- 1993–2003: Дірк Гензе [5]
- 2003–2009: Удо Гельмбрехт [5] [6]
- 2009–2015: Майкл Ханге [6] [7]
- 2016–2022: Арне Шенбом
- 2023–тепер: Клаудія Платтнер

## Дивіться також
- ENISA
- Національний центр кіберзахисту
- Центральне управління інформаційних технологій у сфері безпеки (ЗІТіС)